# Covington (Tennessee)
Covington é uma cidade localizada no estado norte-americano de Tennessee, no Condado de Tipton.

## Demografia
Segundo o censo norte-americano de 2000, a sua população era de 8463 habitantes.
Em 2006, foi estimada uma população de 9100, um aumento de 637 (7.5%).

## Geografia
De acordo com o United States Census Bureau tem uma área de
26,7 km², dos quais 26,7 km² cobertos por terra e 0,0 km² cobertos por água. Covington localiza-se a aproximadamente 92 m acima do nível do mar.

## Localidades na vizinhança
O diagrama seguinte representa as localidades num raio de 20 km ao redor de Covington.